# St. Valentin am Friedhof

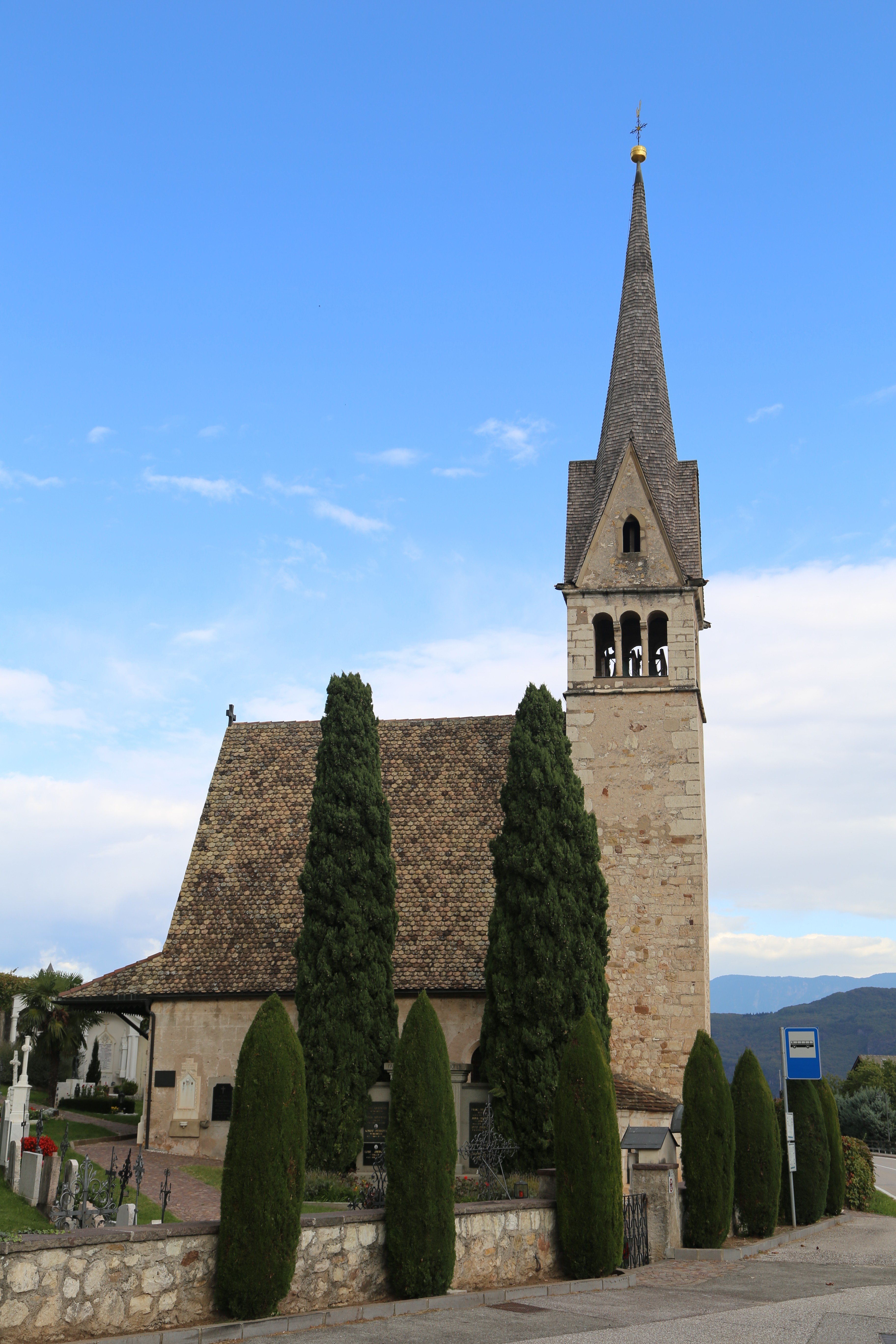
St. Valentin am Friedhof

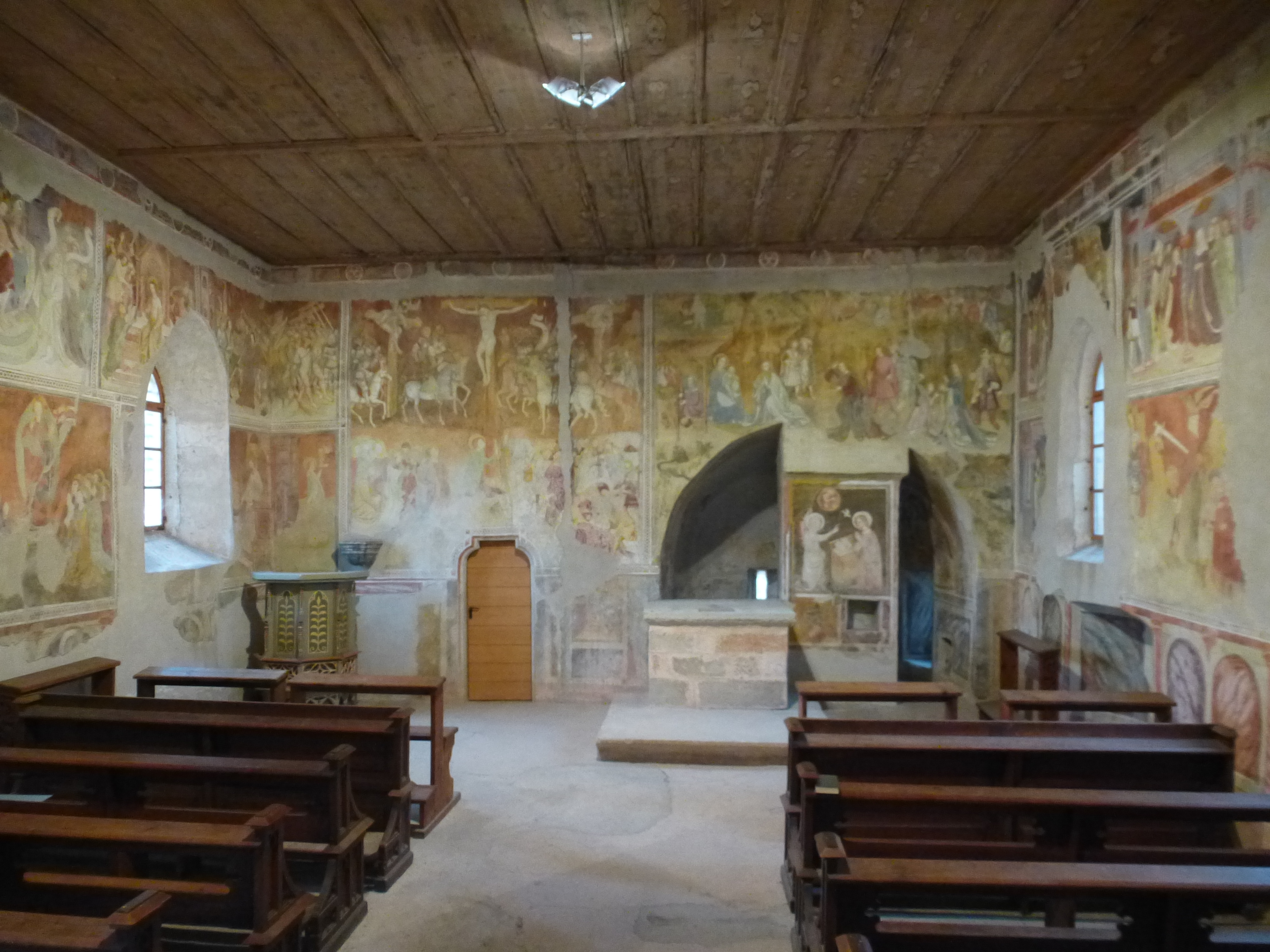
St. Valentin am Friedhof, Innenraum

Die Kirche St. Valentin am Friedhof liegt etwas außerhalb des Orts Tramin in Südtirol (Italien) direkt an der Weinstraße. Seit 1797 hat sie die Funktion einer Friedhofskirche. Kirchenpatron ist der Heilige Valentin von Rom.
St. Valentin ist eine Saalkirche romanischen Ursprungs mit einem Chorturm über der ehemaligen Apsis. Bei der gotischen Erweiterung im Jahr 1380 wurde keine Einwölbung der Kirche vorgenommen, vielmehr behielt sie innen ihren romanischen Charakter mit einer hölzernen Flachdecke und hohen Mauern. Diese boten große Wandflächen für ausgedehnte Freskenzyklen. Die Wandmalereien sind zwischen 1380 und 1420 entstanden. Dargestellt sind die Ursulalegende und die Passion Christi, eine der ausführlichsten Passionsdarstellungen aus der Zeit um 1400 in Tirol. Neben dem schlichten Altartisch aus Stein befindet sich an einem Pfeiler eine großflächige Verkündigungsdarstellung.